# NGC 2088
NGC 2088 is een open sterrenhoop in het sterrenbeeld Goudvis. Het hemelobject werd op 9 februari 1836 ontdekt door de Britse astronoom John Herschel.

## Synoniemen
- ESO 57-SC20